# Saludos Amigos
Saludos Amigos is een Amerikaanse animatiefilm uit 1942 van The Walt Disney Company. Het was de zesde lange animatiefilm van Disney. De hoofdpersonages zijn Donald Duck, Goofy en Joe Carioca, die hier voor het eerst te zien was in een tekenfilm, en later vooral heel bekend zou worden als stripfiguur. 
Saludos Amigos is een voorbeeld van een anthologiefilm; de drie hoofdpersonages zijn in verschillende fragmenten los van elkaar te zien, en aan elkaar gemaakt met andere beelden; de film vormt dus als geheel geen doorlopend verhaal. Saludos Amigos was hiermee de eerste in een reeks lange Disney-animatiefilms die vooral in de jaren 1940 op deze manier werden opgezet.
De film speelt zich af in Latijns-Amerika.  Het was de eerste in een reeks Disney-animatiefilms die speciaal waren gericht op Zuid-Amerika, omdat Walt Disney had besloten hier zijn nieuwe doelpubliek te zoeken. Europa was voor Disney namelijk geen goede afzetmarkt meer, vanwege het uitbreken van de Tweede Wereldoorlog. 
Vanwege de populariteit van de film kwam er twee jaar later een vervolg uit, De Drie Caballeros.

## Verhaal
Deze film bestaat uit vier verschillende delen. Deze beginnen alle met verschillende clips van de Disney-tekenaars die schetsen maken van de tekende cultuur van de landen die zij aandoen.
De verschillende delen:
- In Lake Titicaca, bezoekt de Amerikaanse toerist Donald Duck, het Titicacameer, en ontmoet daar de lokale bevolking, waaronder een vervelende lama.

- Pedro gaat over een klein vliegtuigje uit Chili, Pedro genaamd, dat zijn eerste vlucht maakt, om luchtpost op te halen in Mendoza, Argentinië, wat bijna fout gaat.

- In El Gaucho Goofy belandt de Amerikaanse cowboy Goofy op mysterieuze wijze op de Argentijnse pampa's, om de werkwijze van de lokale gaucho's te leren.

- Aquarela do Brasil is het laatste deel van de film. Het bevat een nieuw karakter, José (Joe) Carioca genaamd. Hij laat Donald Duck Zuid-Amerika zien, en leert hem de samba.

## Rolverdeling
- Lee Blair - Zichzelf
- Mary Blair - Zichzelf
- Pinto Colvig - Goofy
- Walt Disney - Zichzelf
- Norman Ferguson - Zichzelf
- Frank Graham - Zichzelf
- Clarence Nash - Donald Duck
- José Oliveira - Joe Carioca
- Fred Shields - Verteller
- Frank Thomas - Zichzelf
- Mel Blanc - Pedro and Pedro's Parents

## Achtergrond
Al vroeg in 1941, toen de Verenigde Staten nog niet bij de Tweede Wereldoorlog  waren betrokken, gaf de Amerikaanse overheid Disney de opdracht om een film te maken voor de Zuid-Amerikaanse markt, in het kader van het Good Neighbor policy van die tijd. Voor de film maakten Disney en zijn tekenaars een tour door Zuid-Amerika, waarbij ze de landen Brazilië, Argentinië, Chili en Peru bezochten. De film kreeg ook financiële steun van de Amerikaanse overheid, wat nodig was daar zonder de Europese markt Disney minder verdiende aan zijn films. De reden dat de overheid Disney koos voor dit werk was omdat zijn personages erg populair bleken in Latijns-Amerika. Saludos Amigos verscheen jaren later ook in Europa. 
De film is ook uitgebracht op video en dvd.

## Prijzen en nominaties
In 1944 werd Saludos Amigos genomineerd voor drie Oscars in de categorieën:
- Beste muziek, voor het nummer "Saludos Amigos"
- Beste muziek, voor een musicalfilm
- Beste geluid, opnames